# 新芝浦駅
新芝浦駅（しんしばうらえき）は、神奈川県横浜市鶴見区末広町二丁目にある、東日本旅客鉄道（JR東日本）・日本貨物鉄道（JR貨物）鶴見線（海芝浦支線）の駅である。駅番号はJI 51。

## 歴史
- 1932年（昭和7年）6月10日：鶴見臨港鉄道線浅野駅 - 当駅間開通時に終着駅として開設[1]。
- 1940年（昭和15年）11月1日：鶴見臨港鉄道線が海芝浦駅まで延伸[1]。
- 1943年（昭和18年）7月1日：鶴見臨港鉄道国有化に伴い、鉄道省鶴見線の駅となる[1]。
- 1971年（昭和46年）3月1日：無人駅化[1][2]。自動券売機を設置[3]。
- 1987年（昭和62年）4月1日：国鉄分割民営化により、JR東日本・JR貨物の駅となる[4]。
- 2002年（平成14年）3月22日：ICカードSuica供用開始[5]。
- 2016年（平成28年）9月30日：自動券売機での切符販売、ICカードへのチャージ等を終了。

### 駅名の由来
芝浦製作所（現・東芝）の最寄り駅として開設されたことによるもの。駅名に「新」が付いたのは、東京に芝浦駅（貨物駅・現在は廃止）があったためである。

## 駅構造
相対式ホーム2面2線を有する地上駅で、西側ホームに上り列車（浅野方面）が、東側ホームに下り列車（海芝浦方面）が発着する。2つのホームにはそれぞれ上屋があり、駅舎は西側のホームの海芝浦方にある。
東側ホームは運河に面し、駅舎へ海芝浦方端から構内踏切が伸びている。西側ホームと駅舎との間は数段の階段で結ばれている。
駅舎は木造一階建てである。中央部に簡易Suica改札機と集札箱が置かれている。かつては駅舎の中にキヨスクがあったが後に撤去された。トイレは設置されていないが、かつては駅舎横の海芝浦方に男女共用水洗式トイレが設置されていた。無人駅である。
当駅から海芝浦方面へは単線になっている。一見複線に見えるが、海芝浦駅に向かって右手の線路は東芝エネルギーシステムズ京浜事業所の専用線へと繋がる授受線である。
JRの特定都区市内制度における「横浜市内」の駅である。

### のりば
| ホーム | 路線   | 方向 | 行先       |
| ------ | ------ | ---- | ---------- |
| 駅舎側 | 鶴見線 | 上り | 鶴見方面   |
| 反対側 | 鶴見線 | 下り | 海芝浦方面 |

（出典：JR東日本:駅構内図）

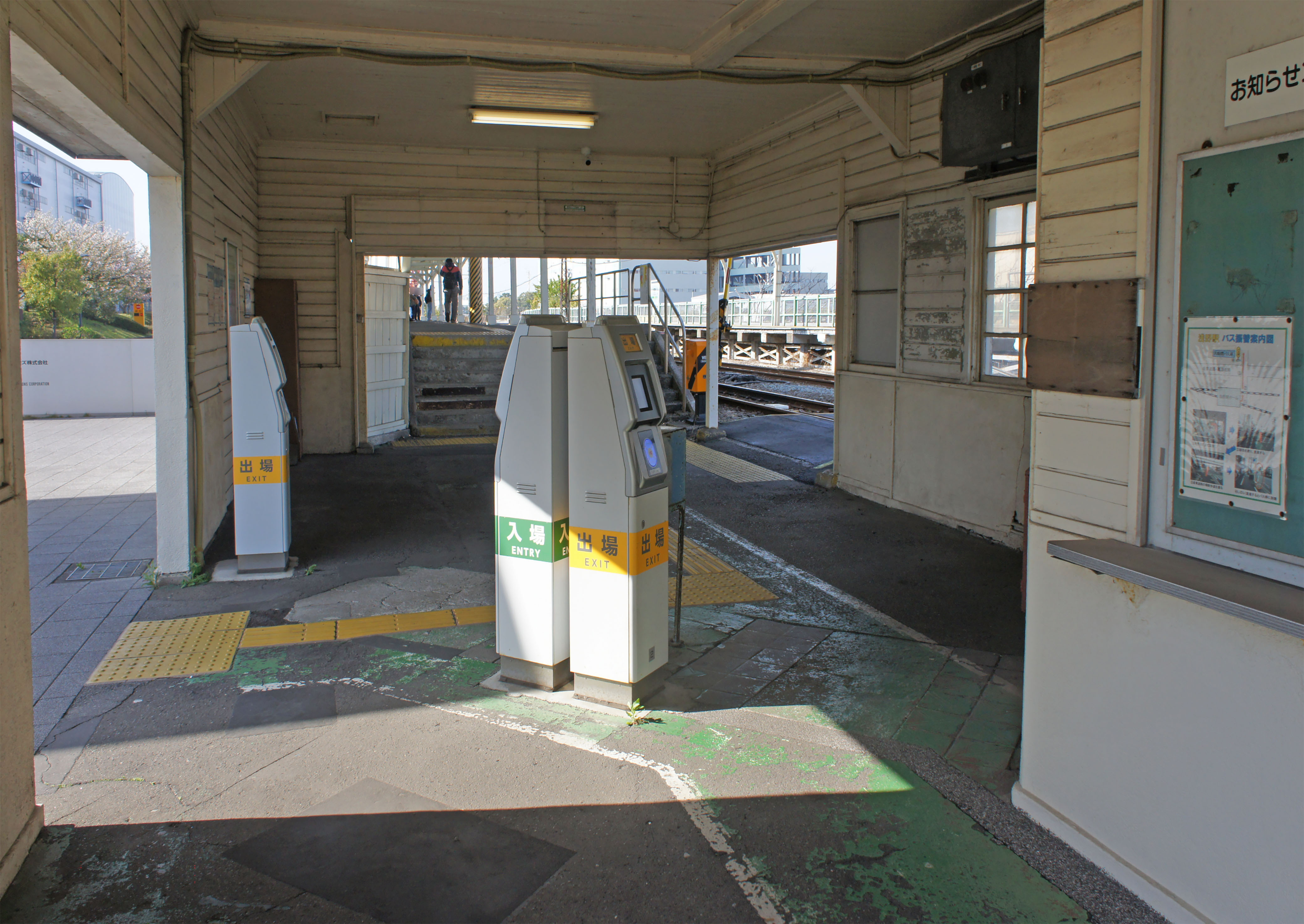
改札口（2022年4月）
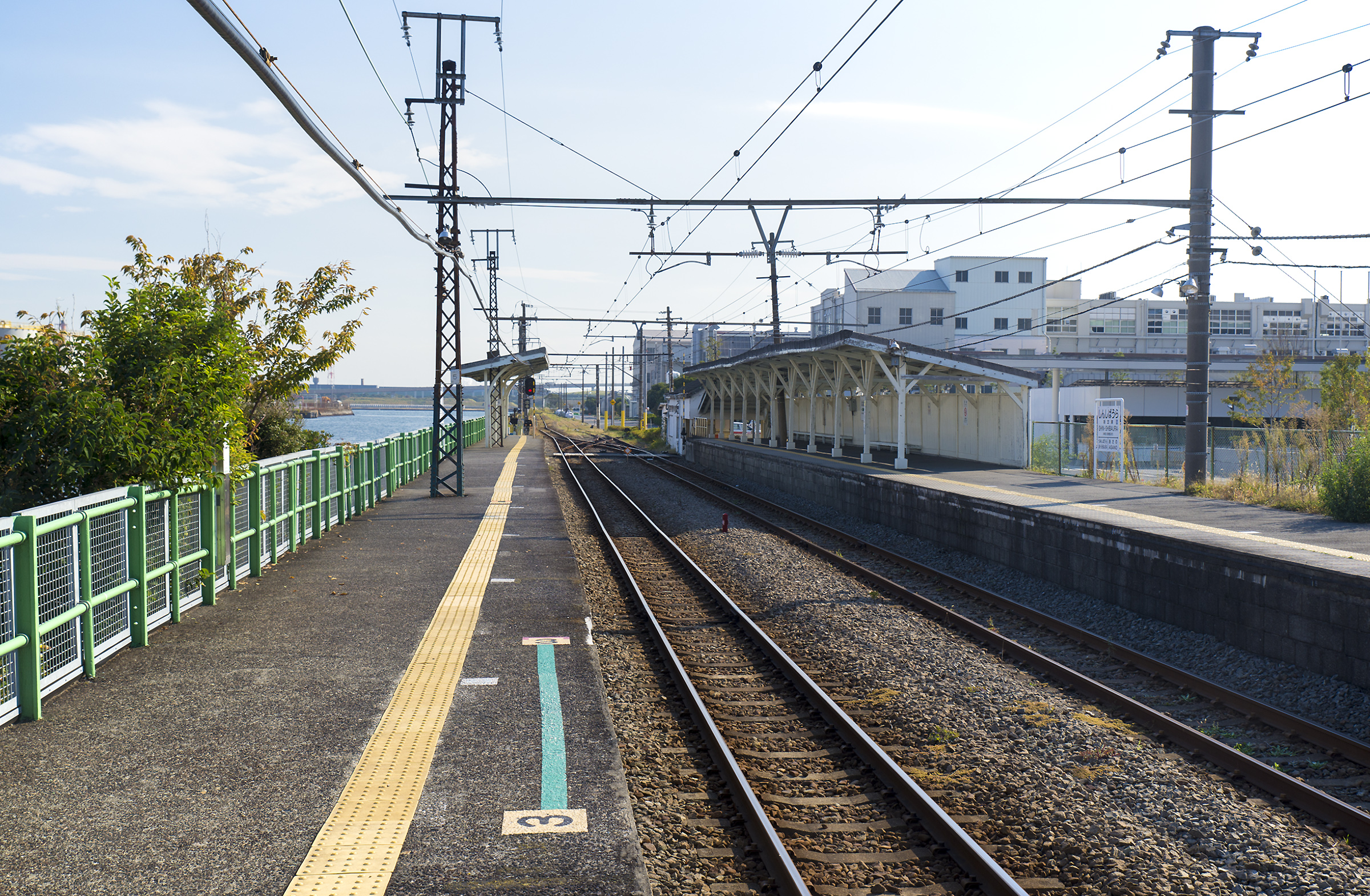
ホーム（2014年11月）
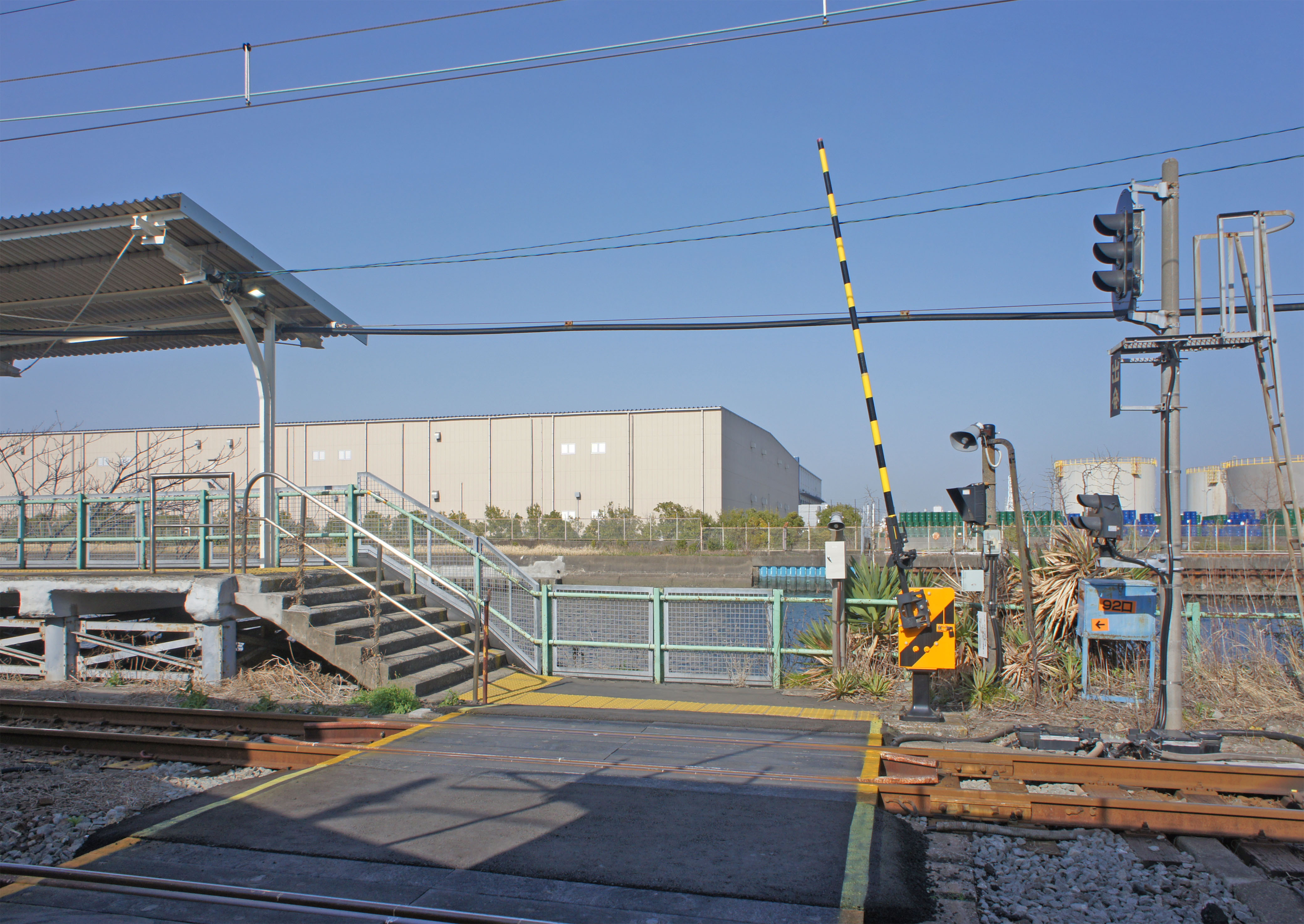
構内踏切（2022年4月）

### 貨物取扱・専用線

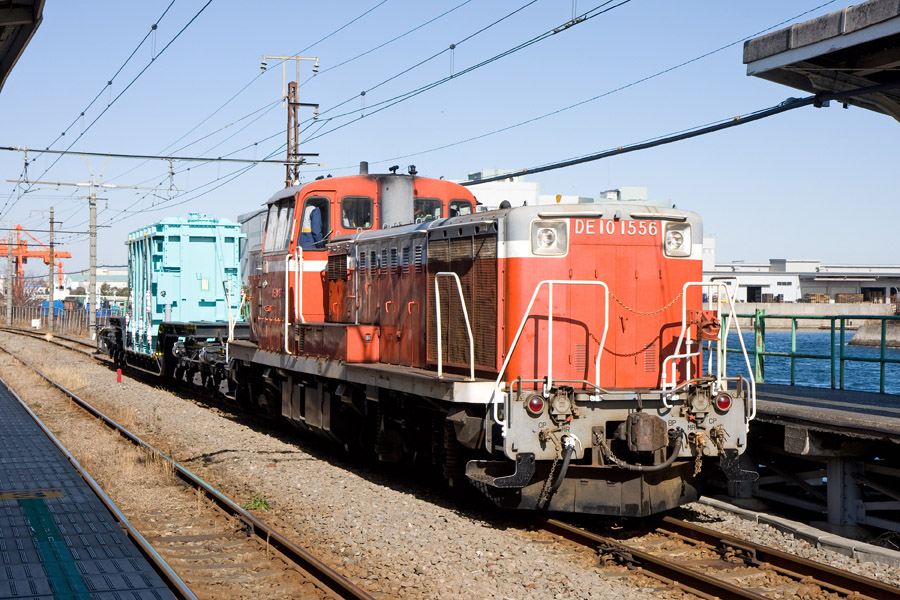
新芝浦駅に到着したDE10+シキ180変圧器特大貨物輸送列車（2012年1月）

当駅では、臨時車扱貨物を取り扱っている。定期貨物列車の発着は無いが、海芝浦駅方面に向けて東芝エネルギーシステムズ京浜事業所へ続く専用線が存在し、工場で生産された、あるいは工場に入荷する変圧器等の大型機器を輸送するために、特大貨物輸送列車（大物車を使用）が発着することがある。
ホームから海芝浦駅に向かって左手の線路が海芝浦支線の本線、その右手にある線路が東芝京浜事業所専用線に繋がる授受線である。授受線から専用線構内の入換は東芝が所有するスイッチャーが行う。

## 利用状況

### JR東日本
2008年度の1日平均乗車人員は362人である。鶴見線全線では最も利用客が少ない。
無人駅のため、2009年度以降の乗車人員は公表していない。
近年の1日平均乗車人員推移は以下の通り。
| 年度               | 1日平均 乗車人員 |
| ------------------ | ---------------- |
| 1991年（平成03年） | 248              |
| 1992年（平成04年） | 259              |
| 1993年（平成05年） | 269              |
| 1994年（平成06年） | 268              |
| 1995年（平成07年） | 255              |
| 1996年（平成08年） | 262              |
| 1997年（平成09年） | 293              |
| 1998年（平成10年） | 268              |
| 1999年（平成11年） | 263              |
| 2000年（平成12年） | 232              |
| 2001年（平成13年） | 233              |
| 2002年（平成14年） | 233              |
| 2003年（平成15年） | 234              |
| 2004年（平成16年） | 234              |
| 2005年（平成17年） | 240              |
| 2006年（平成18年） | 255              |
| 2007年（平成19年） | 316              |
| 2008年（平成20年） | 362              |

### JR貨物
近年の年間発着トン数は下記の通り。
| 年度   | 発送トン数 | 到着トン数 | 出典   |
| ------ | ---------- | ---------- | ------ |
| 1998年 |            |            |        |
| 1999年 |            |            |        |
| 2000年 |            |            |        |
| 2001年 |            |            |        |
| 2002年 | 2,400      |            | [ 7 ]  |
| 2003年 | 900        | 400        | [ 8 ]  |
| 2004年 |            | 400        | [ 9 ]  |
| 2005年 | 800        |            | [ 10 ] |
| 2006年 |            |            |        |
| 2007年 |            | 400        | [ 11 ] |
| 2008年 |            | 3,200      | [ 12 ] |
| 2009年 |            |            |        |

## 駅周辺
横浜市鶴見区の埋立地にある駅で、周囲は工業地帯となっている。当駅のすぐ南には東芝エネルギーシステムズ京浜事業所の入口があり、それより南側は事業所敷地である。隣の海芝浦駅は従業員専用の通用口のみとなっているため、京浜事業所への来訪者はこの駅で下車し、正門から入ることになっている。
当駅前までは道路が通じており（公道ではない）、徒歩で浅野駅方面へ連絡することも可能である。
また、川崎鶴見臨港バスの「東芝京浜」停留所にて、川崎駅方面の路線バスが発着しているが、平日1日1本の運行のみとなっている。

## 隣の駅
東日本旅客鉄道（JR東日本）
 鶴見線（海芝浦支線）
浅野駅 (JI 05) - 新芝浦駅 (JI 51) - 海芝浦駅 (JI 52)